# Distretto di Konyaaltı
Il distretto di Konyaaltı (in turco Konyaaltı ilçesi) è uno dei distretti della provincia di Adalia, in Turchia. Fa parte del comune metropolitano di Adalia.